# 四乙氧基矽烷
四乙氧基矽烷（英語：tetraethoxysilane，经常缩写为TEOS）是一種化合物，常态下为液体，其化學式為Si(OC2H5)4。四乙氧基硅烷分子可以认为是原硅酸根（SiO44−）与4个乙基相连，也即正硅酸的乙基酯（虽然原硅酸根离子在溶液中并不存在），故得名正硅酸四乙酯（tetraethyl orthosilicate，也缩写为TEOS）；其“硅酸根”部分呈正四面体结构。该分子还可以看做是硅的乙醇盐。

## 制取
与其他“原硅酸酯”类似，四乙氧基硅烷主要通过四氯化硅的醇解制取：
SiCl4 + 4 ROH → Si(OR)4 + 4 HCl
其中R 为甲基、乙基、丙基等。

## 性質及反應
四乙氧基矽烷對空氣較穩定，微溶於水，在純水中緩慢水解成二氧化矽，同时产生乙醇；若添加酸或鹼，則可加速其水解作用。反应如下：
Si(OC2H5)4 + 2 H2O → SiO2 + 4 C2H5OH
直接高温加热（>600°C）四乙氧基矽烷，也可轉化為二氧化矽，同时产生乙醚：
Si(OC2H5)4 → SiO2 + 2 (C2H5)2O

## 用途
四乙氧基硅烷主要被用作硅树脂（silicone，聚硅酮）中的交联剂和半导体工业中的二氧化硅的前体，也可被用來合成沸石。其他應用包括可用於製造耐化學品的塗料和耐熱塗料以及生產气凝胶等。这些应用都利用了Si－OR键的反应特性。

## 外部連結
- NIST Standard Reference Database 69, June 2005 Release: NIST Chemistry WebBook
- Details of TEOS deposition process（页面存档备份，存于）
- CDC – NIOSH Pocket Guide to Chemical Hazards（页面存档备份，存于）